# Satsschema
Ett satsschema är ett sätt att beskriva den ordning i vilken de primära satsdelarna kommer i ett språk. Satsschemabegreppet introducerades av Paul Diderichsen.

## Satsschema för svenska satser
Svenskan har främst V2-ordföljd, och därutöver en i övrigt ganska fast ordföljd. Den kan beskrivas med hjälp av ett satsschema. Lägg märke till att samma schema används för både huvudsats och bisats. Satsschemat visar hur en typisk sats ser ut, och tar inte upp de många undantag som finns. För att identifiera om en sats i svenska är huvudsats eller bisats kan förstaspråkstalare använda sig av biff-regeln (i bisats kommer inte före det finita verbet), alltså att man lägger in ett inte i satsen och ser var det hamnar i relation till det finita (tempusböjda) verbet. I en huvudsats är det i regel naturligt att placera inte efter det finita verbet. Exempel:
- Jag har inte ringt mamma än.
  - Har är det finita verbet; inte hamnar efter och det är därför en huvudsats.
- Eftersom jag inte har ringt mamma än.
  - Har är det finita verbet; inte hamnar före. En annan ledtråd är eftersom, som är en bisatsinledare.

Satsschemat delas in i tre topologiska fält: initialfält, mittfält och slutfält.

### Huvudsats
Lägg märke till att en primär satsdel står i fundamentet i exemplen, och inte på sin vanliga plats, men att fundamentet blir tomt i ja/nej-frågor (rogativa satser) som alltså inleds med verbet. I öppna frågor (kvesitiva satser) står frågeordet i fundamentet.
| Fält      | Initialfält    | Mittfält   | Mittfält    | Mittfält      | Slutfält                  | Slutfält                                        | Slutfält                          |
| Position  | Fundament      | Typplats   | N1          | A1            | V                         | N2                                              | A2                                |
| --------- | -------------- | ---------- | ----------- | ------------- | ------------------------- | ----------------------------------------------- | --------------------------------- |
| Innehåll  |                | Finit verb | Subjekt     | Satsadverbial | Infinit verb Verbpartikel | Objekt Subjektiv predikativ Objektiv predikativ | TSRO-adverbial Prepositionsobjekt |
| Exempel 1 | Jag            | ville      | ← FUND      | kanske        | åka                       |                                                 | till Grönland.                    |
| Exempel 2 | Inte           | kan        | en apa      | ← FUND        | dissa                     | så schysta bananer.                             |                                   |
| Exempel 3 | Dig            | har        | jag         | väl aldrig    | sett                      | ← FUND                                          | förut.                            |
| Exempel 4 |                | Skulle     | kattkvinnan | inte          | piska                     | Batman                                          | i filmen?                         |
| Exempel 5 | Då             | gick       | vi          |               |                           |                                                 | hem.                              |
| Exempel 6 | Vad            | skulle     | hon         | annars        | ha gjort?                 | ← FUND                                          |                                   |
| Exempel 7 | Att de tvekade | gjorde     | ← FUND      | antagligen    |                           | De Gaulle nervös.                               |                                   |

### Bisats
I bisatsen står bisatsinledaren på typplatsen. Bisatsinledare är en subjunktion, ett adverb eller ett pronomen. Bisatsens ordföljd är i regel SVO och alltså mindre fri än huvudsatsens.
| Fält      | Initialfält | Mittfält | Mittfält      | Mittfält   | Slutfält                  | Slutfält                                        | Slutfält                          |
| Position  | Typplats    | N1       | A1            | V1         | V2                        | N2                                              | A2                                |
| --------- | ----------- | -------- | ------------- | ---------- | ------------------------- | ----------------------------------------------- | --------------------------------- |
| Innehåll  | Inledare    | Subjekt  | Satsadverbial | Finit verb | Infinit verb Verbpartikel | Objekt Subjektiv predikativ Objektiv predikativ | TSRO-adverbial Prepositionsobjekt |
| Exempel 1 | att         | Linda    | inte          | älskade    |                           | Ture                                            | tillräckligt                      |
| Exempel 2 | när         | bilen    | äntligen      | hade       | kommit                    |                                                 | tillbaka från verkstaden          |

## Utvidgade satser
Ovan beskrivs den så kallade inre satsen. Denna kan också kompletteras med annex och satsekvivalenter som placeras i den utvidgade satsens förfält eller efterfält. Dessa används ofta för att markera eller kommentera satsens ämne eller syfte, till exempel för att visa att en påståendesats ska tolkas som en fråga, eller klargöra satsens tema.
| Fält      | Förfält                     | Initialfält | Mittfält   | Mittfält    | Mittfält      | Slutfält                  | Slutfält                                        | Slutfält                          | Efterfält                 |
| Position  | Annex                       | Fundament   | Typplats   | N1          | A1            | V                         | N2                                              | A2                                | Annex                     |
| --------- | --------------------------- | ----------- | ---------- | ----------- | ------------- | ------------------------- | ----------------------------------------------- | --------------------------------- | ------------------------- |
| Innehåll  |                             |             | Finit verb | Subjekt     | Satsadverbial | Infinit verb Verbpartikel | Objekt Subjektiv predikativ Objektiv predikativ | TSRO-adverbial Prepositionsobjekt |                           |
| Exempel 1 |                             | Jag         | ville      | ← FUND      | kanske        | åka                       |                                                 | till Grönland,                    | vilket retade min familj. |
| Exempel 2 |                             | Inte        | kan        | en apa      | ← FUND        | dissa                     | så schysta bananer,                             |                                   | eller hur?                |
| Exempel 3 | Ursäkta,                    | dig         | har        | jag         | väl aldrig    | sett                      | ← FUND                                          | förut,                            | om jag inte misstar mig.  |
| Exempel 4 |                             |             | Skulle     | kattkvinnan | inte          | piska                     | Batman                                          | i filmen,                         | alltså?                   |
| Exempel 5 | När han hoppade från taket, | då          | gick       | vi          |               |                           |                                                 | hem.                              |                           |
| Exempel 6 |                             | Vad         | skulle     | hon         | annars        | ha gjort,                 | ← FUND                                          |                                   | menar du?                 |
| Exempel 7 | Att de tvekade,             | det         | gjorde     | ← FUND      | antagligen    |                           | De Gaulle nervös.                               |                                   |                           |

Observera att annex som kan placeras i efterfältet ofta kan placeras som inskott i satsen:
- Dig har jag, om jag inte misstar mig, väl aldrig sett förut.
- Vad, menar du, skulle hon annars ha gjort?